# Nuottijärvi (sjö i Norra Österbotten)
Nuottijärvi är en sjö i Finland. Den ligger i kommunen Haapajärvi i landskapet Norra Österbotten, i den centrala delen av landet, 400 km norr om huvudstaden Helsingfors. Nuottijärvi ligger 113,1 meter över havet. Arean är 20,8 hektar och strandlinjen är 2,05 kilometer lång. Sjön  ingår i Kalajoki älvs huvudavrinningsområde.   I omgivningarna runt Nuottijärvi växer i huvudsak blandskog. Den sträcker sig 1,7 kilometer i nord-sydlig riktning, och 0,5 kilometer i öst-västlig riktning.